# 川邊りえこ
川邊 りえこ（かわべ りえこ）は日本の書道家、美術家。

## 概要
神奈川県生まれ。幼少より日本の伝統芸能全般を学ぶ。書は3歳よりはじめ、「日本の美の本質は総体にある」というコンセプトを元に1995 年に会員制倶楽部「日本雅藝倶楽部」を設立。1999 年京都支部設立。1998 年日本の素材を現代に生かす「にっぽんや工房」をオープン。2004 年には雅藝日本文化交流基金を設立。各国でのワークショップや奨学生を受け入れ、日本の美を感受する「感性」を伝えている。 昭和女子大学日本文学科卒業。國學院大學にて神職資格直階を取得。上賀茂神社での御朱印奉仕もおこなっている。

## 作品
- 2017 Ginza Six フレンチレストラン L'homme du Temps signé à nu（東京）
- 2017 Kyotographie NESPRESSO Lounge[1]（京都）
- 2016 旅館 二本の葦束（大分）
- 2015 ホテル 瀬戸内リトリート青凪[2] [3]（松山）
- 2015 おたる政寿司 新宿[4]（東京）
- 2015 渋谷東武ホテル[5]（東京）
- 2015 MUSE NISEKO[6][7]（北海道）
- 2013 SUSHI SHIKON (Hong Kong)
- 2011 在日ルクセンブルク大使公邸[8]
- 2010 おたる政寿司 銀座（東京）
- 2005 北京釣魚台国賓館
- 2004 シャネル銀座ビルディング[9][10]
- 2003 北京釣魚台国賓館
- 2001 在日ロシア大使館

## 個展
- 2013 KODAMA GALLERY TOKYO 「 KOTOTAMA 祝詞考」
- 2012 MEGUMI OGITA GALLERY 「 KOTOTAMA RIEKO KAWABE EXHIBITION」[11]
- 2010 銀座三越オープニング 「 KO.TO.TA.MA インスタレーション」
- 2010 POLA MUSEUM ANNEX 「KO.TO.TA.MA 呼吸する文字」展[12][13]
- 2008 メゾンカラヴァス・パリ 「KO.TO.TA.MA Installation」
- 2008 フランス国立ギメ東洋美術館 「KO.TO.TA.MA Installation」[14][15]

## 主宰企画展
- 2015 第十二回雅藝之会 日本雅藝倶楽部二十周年記念  京都二条城
- 2013 第十一回雅藝之会 三渓園
- 2010 第十回雅藝之会 日本雅藝倶楽部十五周年記念 明治神宮・桃林荘華山亭
- 2006 第九回雅藝之会 茶室と法隆寺宝物館「総体の美」 東京国立博物館
- 2005 第八回雅藝之会 雅藝MEETS北京「 漢字文化圏の連帯」（中国） 北京・釣魚台国賓館
- 2004 第七回雅藝之会 雅藝MEETS銀閣寺 「 祈りと伝承」 京都銀閣寺
- 2000 第六回雅藝之会 「 紙、土、木、竹、布 みやびごと」（日本の素材と見立て） 東京都庭園美術館
- 1999 第五回雅藝之会 方丈雅藝展 「 空間の原点と寸法とあそび」 東京国際フォーラム
- 1998 第四回雅藝之会 「宇宙」 蕉雨園
- 1997 第三回雅藝之会 「遊びをせんとや生まれけむ」その2 東京都美術倶楽部
- 1996 第二回雅藝之会 「遊びをせんとや生まれけむ」その1 東京都美術倶楽部
- 1995 第一回雅藝之会 「日本の心」 明治神宮 隔雲亭

## 空間作品
- 2008 東京 「KO.TO.TA.MA BOX」[16]
- 2001 長圓寺・東京 「華荘厳」
- 1999 鎌倉 「竹丈庵」[17]
- 1998 京都 「日本雅藝倶楽部」
- 1995 東京 「日本雅藝倶楽部」

## Workshop
2004 年より世界の子どもたちに書を伝えるワークショップを行う。いままでにフランス、インド、タイ、ロシアなど13カ国で開催。その他、エチオピア大使館、フランス大使館、イタリア大使館、メキシコ大使館や、エルメス、シャネルなどのラグジュアリーブランドやプライベートバンキングのVIP に向けた特別な日本文化ワークショップなども開催している。

## ロゴ、題字
- 2016  「香十」[18]
- 2014　下鴨茶寮「料亭の粉しょうゆ」

## 出演
- 2016 OUTSIDE CHANEL[19]
- 2012 NHK まる得マガジン "筆ペンの上手な書き方"[20]
- 2006 NHK おしゃれ工房「ようこそ！ わが家へ ー暮らしに息づく和の心ー」
- 2005 Shiseido hito ー今を生きるあなたへー「川邊りえこ」[21]
- 2003 六本人になろう 「ジー・シー・ブレス」[21]
- 2003 TOKYO SABRINA「書道家」[21]
- 2002 マルコメ「京懐石」CM　美術家・人をもてなす篇[21]
- 2000 マルコメ「京懐石」CM　書道家・だし極み、味噌極み篇[21]

## 著書
- 『雅藝草子 -日本の美に遊ぶ-』1998年11月 工作舎刊[22]、ISBN 4875023030
- 『冠婚葬祭筆ペンの上手な書き方』2012年 NHK出版刊[23]、ISBN 9784148271980
- 『ことたまのかたち -Capturing the Soul of Word-』 2015年10月 工作舎刊[24]、ISBN 9784875024675

## 参考
- 川邊りえこサイト
- 日本雅藝倶楽部